# Anatemnus voeltzkowi
Anatemnus voeltzkowi är en spindeldjursart som först beskrevs av Edvard Ellingsen 1908.  Anatemnus voeltzkowi ingår i släktet Anatemnus och familjen Atemnidae. Inga underarter finns listade i Catalogue of Life.